# Lomariablättrige Mahonie

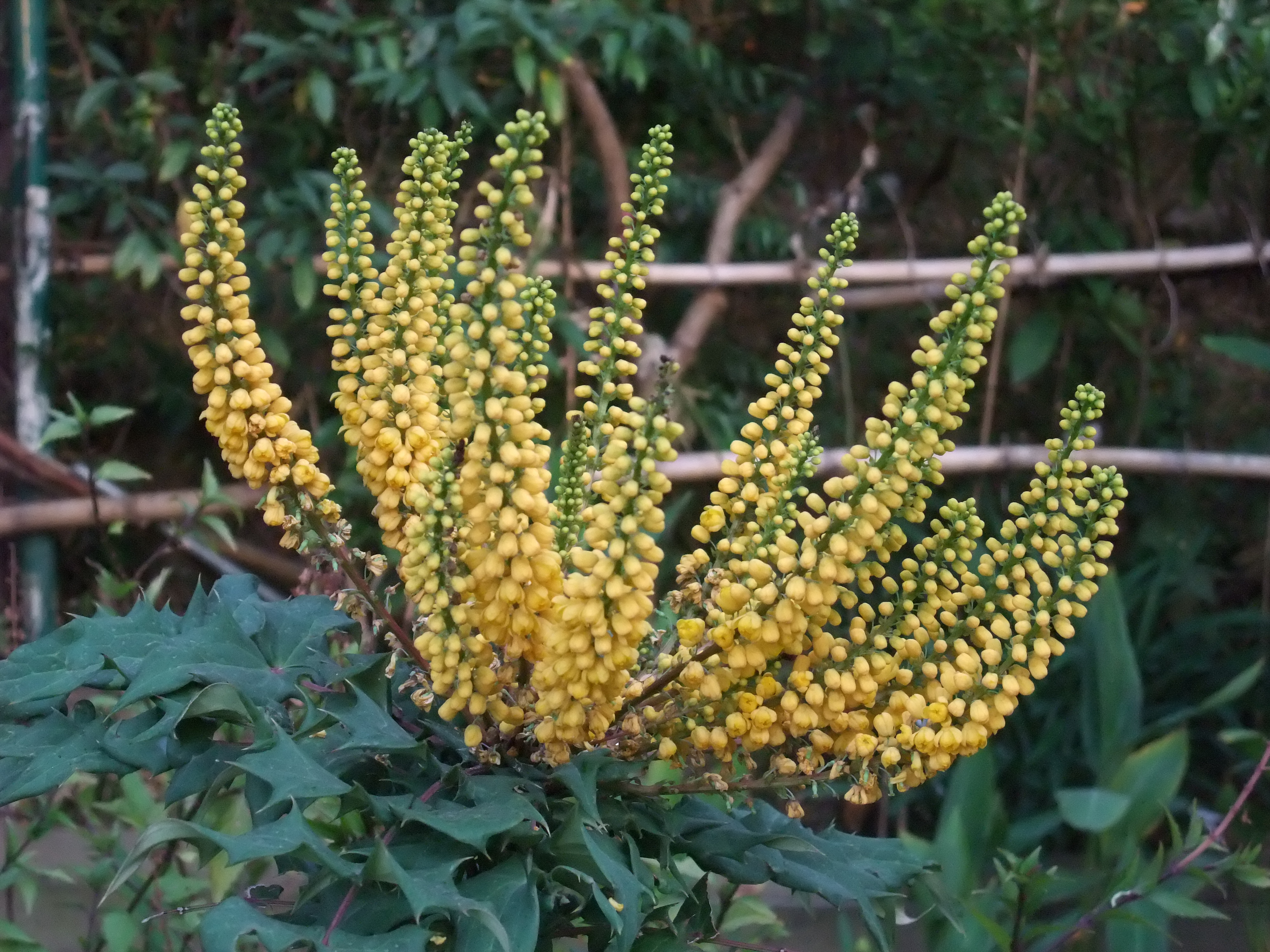
Blütenstände

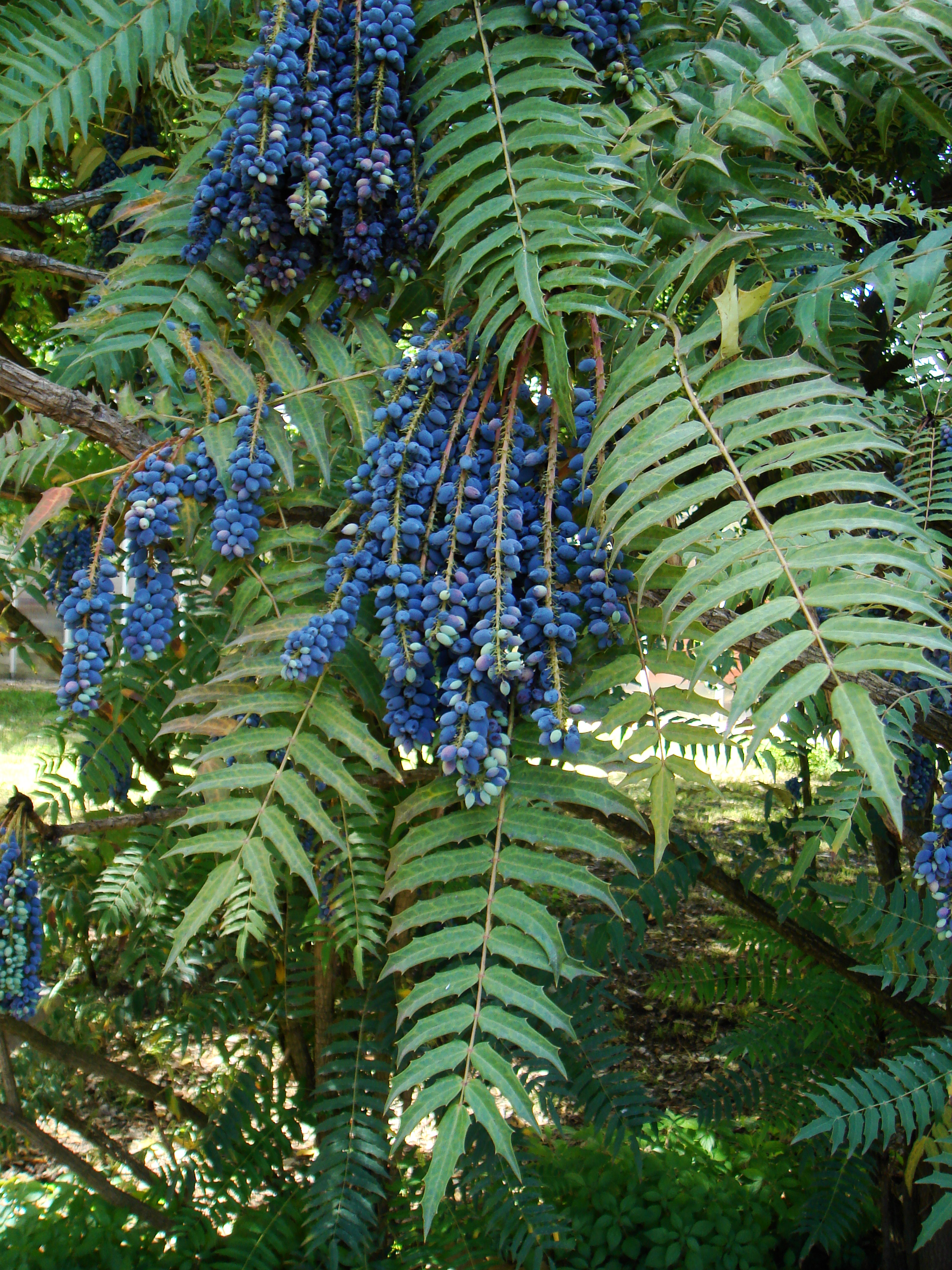
Fruchtstände

Die Lomariablättrige Mahonie (Mahonia lomariifolia) ist eine Pflanzenart aus der Familie der Berberitzengewächse (Berberidaceae). Sie stammt ursprünglich aus Myanmar und West- bis Zentralchina bis nach Tibet. Der Name bezieht sich auf eine gewisse Ähnlichkeit der Laubblätter dieser Art mit den Blättern von Rippenfarnen (Gattung Blechnum, Synonym Lomaria, mit dem Gewöhnlichen Rippenfarn (Blechnum spicant) als einziger Art in Europa); dementsprechend bedeutet lomariablättrig; rippenfarnblättrig.

## Beschreibung
Die Lomariablättrige Mahonie ist ein bis über 4 Meter hoher und bis über 3 Meter breiter, immergrüner Strauch. Sie ist vielstämmig, die selten verzweigten Stämme sind dick und aufrecht. Die bräunliche, grobe Borke ist rissig bis furchig. Die wechselständigen und unpaarig gefiederten, kurz gestielten Laubblätter sitzen am Zweigende und können bis über 60 Zentimeter lang werden. Sie bestehen aus 9 bis 39, kurz gestielten bis fast sitzenden, nur das Endblättchen ist länger gestielt, schmal-eiförmigen bis -lanzettlichen Fiederblättchen, die regelmäßig paarweise angeordnet sind. Die stachelspitzigen, dickledrigen, kahlen Blättchen sind bis zu 10 Zentimeter lang und zugespitzt bis geschwänzt. Die Ränder der Blättchen sind spitziggesägt und haben an der Seite bis zu 7 stachelige Zähne. Die Basis ist abgerundet bis knapp herzförmig. Im Austrieb sind die Blätter bronzefarben und verfärben sich im Lauf der Zeit oberseits dunkelgrün.
Die duftenden, kurz gestielten, kleinen Blüten des Strauchs sind hellgelb und stehen dichtgedrängt in endständigen, aufrechten, bis 25 Zentimeter langen, vielblütigen Trauben, die zu mehr als 25 zusammenstehen. Die Lomariablättrige Mahonie blüht von November bis März. Die eiförmigen, mehrsamigen Beeren mit Narbenresten sind blauschwarz, „bereift“ und werden bis 1 Zentimeter groß.

## Verwendung
Die Lomariablättrige Mahonie wird als Zierstrauch in Gärten und Parks verwendet. Sie ist nicht frosthart.   

## Verschiedenes
Mit der Japanischen Mahonie bildet die Lomariablättrige Mahonie die Hybride Mahonia × media C.D.Brickell.